# Наташино (Крым)
Ната́шино (до 1948 года Мере́жино, до 1933 года Мали́й; укр. Наташине, крымскотат. Maliy, Малий) — село в Сакском районе Крыма, входит в состав Весёловского сельского поселения (Весёловского сельского совета).

## Население
| 2001 | 2014 |
| ---- | ---- |
| 1243 | ↘979 |

Всеукраинская перепись 2001 года показала следующее распределение по носителям языка
| Язык             | Процент |
| ---------------- | ------- |
| русский          | 60.58   |
| украинский       | 28.32   |
| крымскотатарский | 9.49    |
| другие           | 1.04    |

### Динамика численности
| - 1806 год — 86 чел. - 1900 год — 56 чел. - 1915 год — 21 чел. - 1926 год — 15 чел. | - 1989 год — 1205 чел. - 2001 год — 1243 чел. - 2009 год — 1000 чел. - 2014 год — 979 чел. |

## Современное состояние
На 2016 год в Наташино числится 14 улиц и 4 переулка; на 2009 год, по данным сельсовета, село занимало площадь 137 гектаров, на которой в 405 дворах числилось 1000 жителей. В селе действуют средняя школа, сельский клуб, сельская библиотека, фельдшерско-акушерский пункт. Наташино связано автобусным сообщением с Саками, Евпаторией и соседними населёнными пунктами.

## География
Наташино — большое село в северо-западной части района, в степном Крыму, высота центра села над уровнем моря — 57 м. Соседние сёла: в 1 км на юго-запад — Властное и в 4,5 км — Веселовка. Расстояние до райцентра — примерно 53 км (по шоссе), расстояние до железнодорожной станции Евпатория — около 30 км (по шоссе). Транспортное сообщение осуществляется по региональной автодороге 35Н-476 от шоссе 35К-013 Черноморское — Евпатория — примерно 4 км, либо от шоссе 35Н-022 Славянское — Евпатория — около 7 км (по украинской классификации — автодорога С-0-11228).

## История
Первое документальное упоминание села встречается в Камеральном Описании Крыма… 1784 года, судя по которому в последний период Крымского ханства Мали входил в Байнакский кадылык Козловского каймаканства.
После присоединения Крыма к России (8) 19 апреля 1783 года, (8) 19 февраля 1784 года именным указом Екатерины II сенату на территории бывшего Крымского ханства была образована Таврическая область и деревня была приписана к Евпаторийскому уезду. После Павловских административно-территориальных реформ с 1796 по 1802 годы входила в Акмечетский уезд Новороссийской губернии. По новому административному делению после создания 8 (20) октября 1802 года Таврической губернии Малий был включён в состав Кудайгульской волости Евпаторийского уезда.
По Ведомости о волостях и селениях, в Евпаторийском уезде с показанием числа дворов и душ… от 19 апреля 1806 года в деревне Малий числилось 7 дворов, 61 крымский татарин, 15 цыган и 10 ясыров. На военно-топографической карте генерал-майора Мухина 1817 года деревня Малы обозначена с 8 дворами. После реформы волостного деления 1829 года Малай, согласно «Ведомости о казённых волостях Таврической губернии 1829 года», остался в составе Кудайгульской волости. На карте 1836 года в деревне 8 дворов, а на карте 1842 года Малий обозначен условным знаком «малая деревня», то есть менее 5 дворов.
В 1860-х годах после земской реформы Александра II деревню приписали к Чотайской волости. Согласно «Памятной книжке Таврической губернии за 1867 год» деревня Малий была покинута жителями в 1860—1864 годах в результате эмиграции крымских татар в Турцию, особенно массовой после Крымской войны 1853—1856 годов, и «заселена местными поселянами, новых поселенцев нет», но ни в каких источниках до конца XIX века название не встречается.
Земская реформа 1890-х годов в Евпаторийском уезде прошла после 1892 года, в результате Малий отнесли к Донузлавской волости. По «…Памятной книжке Таврической губернии на 1900 год» на хуторе Малий числилось 56 жителей в 1 домохозяйстве. По Статистическому справочнику Таврической губернии. Ч.II-я. Статистический очерк, выпуск пятый Евпаторийский уезд, 1915 год, в экономии Малий (Катламы) Донузлавской волости Евпаторийского уезда числилось 4 двора с караимскмми жителями в количестве 21 человек приписного населения и 41 — «постороннего».
После установления в Крыму Советской власти по постановлению Крымревкома от 8 января 1921 года № 206 «Об изменении административных границ» была упразднена волостная система и село вошло в состав Евпаторийского района Евпаторийского уезда, а в 1922 году уезды получили название округов. 11 октября 1923 года согласно постановлению ВЦИК в административное деление Крымской АССР были внесены изменения, в результате которых округа были отменены и произошло укрупнение районов — территорию округа включили в Евпаторийский район. Согласно Списку населённых пунктов Крымской АССР по Всесоюзной переписи 17 декабря 1926 года на хуторе Малий Отешского сельсовета Евпаторийского района числилось 3 двора, из них 2 крестьянских, население составляло 15 человек, из них 7 русских, 7 украинцев, 1 записан в графе «прочие». В 1933 году на месте хутора был образован еврейский переселенческий участок № 36а, которому позже дали название Мережино (в честь одного из руководителей ОЗЕТа Абрама Наумовича Мережина), в который заселились кавказские евреи.

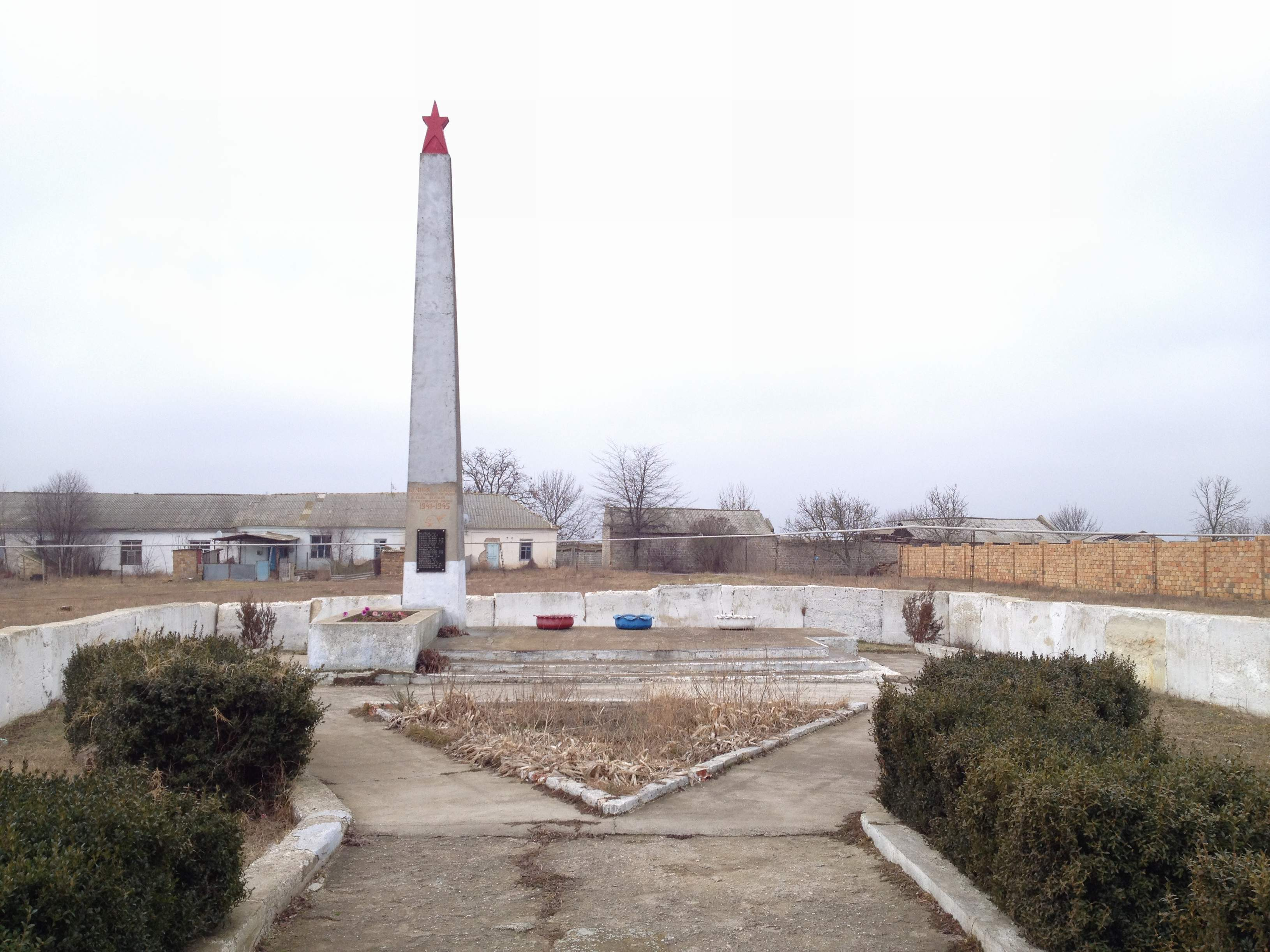
Памятный знак в честь воинов-односельчан

Вскоре после начала Великой Отечественной войны часть еврейского населения Крыма была эвакуирована, из оставшихся под оккупацией большинство расстреляны. В годы войны на фронтах сражались многие жители Мережино, известно о 20 погибших. В их честь 5 ноября 1967 года в сквере у местной школы установили памятный знак (по другим данным в 1976 году). Постановлением Совета министров Республики Крым № 627 от 20 декабря 2016 года памятник отнесён к категории объектов культурно-исторического наследия России регионального значения.
После освобождения Крыма от фашистов, 12 августа 1944 года было принято постановление № ГОКО-6372с «О переселении колхозников в районы Крыма», и в сентябре 1944 года в район приехали первые новосёлы (150 семей) из Киевской и Каменец-Подольской областей, а в начале 1950-х годов последовала вторая волна переселенцев из различных областей Украины.
С 25 июня 1946 года в составе Крымской области РСФСР. Указом Президиума Верховного Совета РСФСР от 18 мая 1948 года Мережино переименовали в Наташино.
26 апреля 1954 года Крымская область была передана из состава РСФСР в состав УССР. Время создания Наташинского сельсовета пока не установлено: на 15 июня 1960 года он уже существовал. 1 января 1965 года указом Президиума ВС УССР «О внесении изменений в административное районирование УССР — по Крымской области» Евпаторийский район был упразднён и село включили в состав Сакского (по другим данным — 11 февраля 1963 года). К 1 января 1968 года Наташино в Добрушинском сельсовете, с 5 сентября 1985 года — в Весёловском. По данным переписи 1989 года в селе проживало 1205 человек.
С 12 февраля 1991 года село в восстановленной Крымской АССР, 26 февраля 1992 года переименованной в Автономную Республику Крым. С 21 марта 2014 года в составе Крыма аннексировано Россией.